# محوطه بیگ رضایی ۱
محوطه بیگ رضایی ۱ مربوط به مس و سنگ است و در شهرستان گیلانغرب، بخش گواور، دهستان گواور، ۲۵۰ متری غرب روستای بیگ رضایی واقع شده و این اثر در تاریخ ۲۷ اسفند ۱۳۸۶ با شمارهٔ ثبت ۲۲۴۴۳ به‌عنوان یکی از آثار ملی ایران به ثبت رسیده است.